# Kněževes (okres Rakovník)
Kněževes (německy Herrndorf) je městys v okrese Rakovník ve Středočeském kraji, zhruba osm kilometrů severozápadně od Rakovníka. Žije v něm přibližně 1 000 obyvatel.

## Název
Název vesnice Kněževes je odvozen ze spojení knězova ves, přičemž slovem kněz byl myšlen kníže. Německé jméno Pfaffendorf (popská nebo kněžská ves) vznikl chybným překladem původního českého názvu. V historických pramenech se jméno vsi objevuje ve tvarech: Herndorf (1327, 1352, 1367–1385), Knyezwes (1352), Knyezewes (1361), Knyesewess (1363), Knyziewess (1365), Knyezewess a Herendorff (1375), Herrendorf (1399), Hernsdorff (okolo roku 1405), v Kněževsi (1517), Kněžoves (1530), Herrndorf, Pfaffendorf nebo Kniežowes (1785) a Herrndorf, Kněžowes a Pfaffendorf (1845).

## Historie
První písemná zmínka o Kněževsi pochází z roku 1327, kdy král Jan Lucemburský věnoval tepelskému klášteru patronátní právo ke kostelu svatého Jakuba Většího. V době vlády stejného panovníka byla vesnice vysazena zákupním právem. Většina obyvatel tehdy mluvila německy, což dokládá stížnost z roku 1380, v níž si vesničané stěžovali, že nerozumí českému faráři. Ve stejné listině je doložen úřad rychtáře, kterým byl jakýsi Henslin. Podle mladších opisů privilegia věnovaného králem Václavem IV. měl vesnici spravovat rychtář, kterému ve vsi patřil jeden svobodný lán, louka a krčma, u které mohli provozovat řemeslo řezník a pekař. Kromě toho rychtář mohl bezplatně využívat služby kováře, jehož kovárna byla obecní. Vesnice patřila ke křivoklátskému panství, a tamní purkrabí tak předsedal kněževeským soudům, během nichž ho musel rychtář hostit. Opis privilegia z roku 1580 uvádí Kněževes jako městečko.
Během patnáctého století ve vsi převládli Češi. Roku 1516 byla Kněževes zastavena jako splátka za dluh 1 200 kop českých grošů Oplovi z Fictumu. Následujícího roku se obyvatelé Kněževsi a Lišan postavili proti nové vrchnosti, ale Oplovi vesnice zůstala až do jeho útěku ze země v roce 1530. Panovník ji potom zkonfiskoval a připojil zpět ke Křivoklátu. Během šestnáctého století byla vesnice často zastavována a v osmdesátých letech byla připojena ke Krušovicím. Císař Rudolf II. roku 1595 vesničanům potvrdil stará práva a snížil robotní a další povinnosti vůči vrchnosti.
Zemědělský charakter si vesnice uchovala zcela agrární charakter. Ačkoliv byla označena jako městečko už v šestnáctém století, povýšena na něj byla až roku 1897. Od 19. ledna 2007 obec užívá znak a vlajku. 3. října 2007 byl obci vrácen status městyse.

### Územněsprávní začlenění
Dějiny územněsprávního začleňování zahrnují období od roku 1850 do současnosti. V chronologickém přehledu je uvedena územně administrativní příslušnost městyse v roce, kdy ke změně došlo:
- 1850 země česká, kraj Praha, politický i soudní okres Rakovník[9]
- 1855 země česká, kraj Praha, soudní okres Rakovník
- 1868 země česká, politický i soudní okres Rakovník
- 1939 země česká, Oberlandrat Kladno, politický i soudní okres Rakovník[10]
- 1942 země česká, Oberlandrat Praha, politický i soudní okres Rakovník[11]
- 1945 země česká, správní i soudní okres Rakovník[12]
- 1949 Pražský kraj, okres Rakovník[13]
- 1960 Středočeský kraj, okres Rakovník
- 2003 Středočeský kraj, obec s rozšířenou působností Rakovník

### Rok 1932
V městysi Kněževes u Rakovníka (1775 obyvatel, poštovní úřad, telegrafní úřad, telefonní úřad, četnická stanice, katol.  kostel, sbor dobrovolných hasičů) byly v roce 1932 evidovány tyto živnosti a obchody: lékař, 3 autodopravci, výroba cementového zboží, 2 cukráři, čalouník, drogerie, elektrotechnický závod, 3 holiči, 8 hostinců, kamnář, kapelník, knihař, 3 koláři, 3 kováři, 3 krejčí, výroba lihovin, malíř, obuvník, 2 pekaři, pila, obchod s lahvovým pivem, 3 pokrývači, porodní asistentka, 3 povozníci, 4 rolníci, 3 řezníci, sedlář, sklenář, 10 obchodů se smíšeným zbožím, spořitelní a záložní spolek pro Kněževes, stavitel, šrotovník, 2 švadleny, 2 trafiky, 3 truhláři, 3 zámečníci, zubní ateliér.

## Obyvatelstvo
| Rok            | 1869  | 1880  | 1890  | 1900  | 1910  | 1921  | 1930  | 1950  | 1961  | 1970  | 1980  | 1991 | 2001 | 2011 | 2021 |
| -------------- | ----- | ----- | ----- | ----- | ----- | ----- | ----- | ----- | ----- | ----- | ----- | ---- | ---- | ---- | ---- |
| Počet obyvatel | 1 168 | 1 540 | 1 528 | 1 688 | 1 611 | 1 784 | 1 691 | 1 136 | 1 151 | 1 067 | 1 026 | 945  | 932  | 932  | 962  |
| Počet domů     | 155   | 189   | 201   | 227   | 248   | 281   | 339   | 352   | 330   | 324   | 300   | 329  | 339  | 353  | 371  |

## Správa městyse
Od 1. ledna 1980 do 23. listopadu 1990 k městysi patřily Přílepy.

## Doprava
Městysem prochází silnice II/227 Žatec–Rakovník. Okrajem katastrálního území městyse vede silnice I/6 Praha – Karlovy Vary.  Kněževes leží na železniční železniční trati Krupá–Kolešovice. Je to jednokolejná regionální trať, doprava na ní byla zahájena roku 1883. Na území městyse leží železniční zastávky Kněževes a Přílepy. Trať je od prosince 2006 bez pravidelné dopravy, pouze se sezónními turistickými vlaky. Okraj správního území protíná železniční železniční trať Most–Rakovník. Je to jednokolejná celostátní trať, doprava byla mezi Rakovníkem a Louny zahájena roku 1904. Na území městyse Kněževes leží železniční zastávka Hořesedly. V roce 2011 v městysi měly zastávku autobusové linky Rakovník–Kolešov (v pracovních dnech sedm spojů, o víkendech dva spoje), Rakovník – Hořesedly – Hořovičky – Kolešov (v pracovních dnech pět spojů) a Rakovník–Podbořany (v pracovních dnech tři spoje, dopravce PID).

## Pamětihodnosti

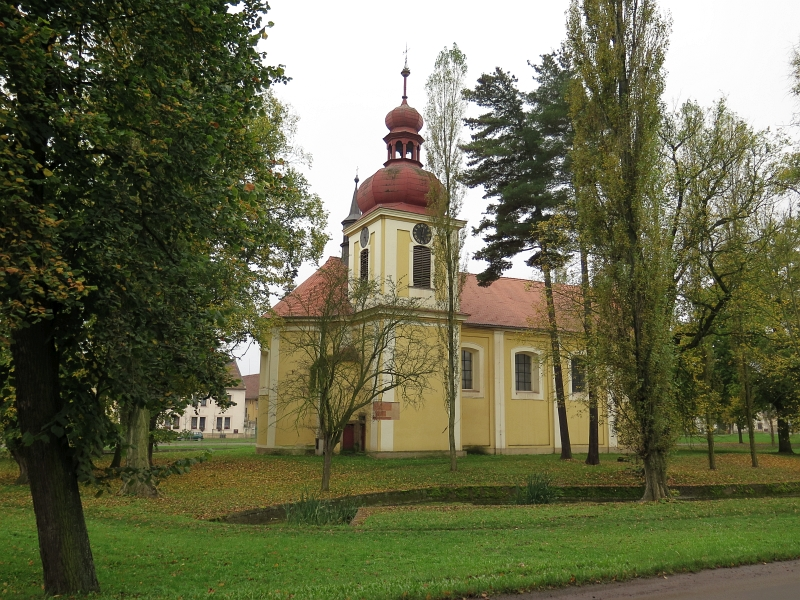
Kostel svatého Jakuba Většího

V Kněževsi stojí pět památkově chráněných objektů. Dominantou Václavského náměstí je barokní kostel svatého Jakuba Většího, jehož dochovaná podoba je výsledkem přestavby po požáru v roce 1721. Druhý kostel zasvěcený svatému Janu Křtiteli se nachází na hřbitově severozápadně od vesnice.
Severně od kostela stojí barokní budova fary s pěti okenními osami z roku 1730. Patří k ní další hospodářské budovy postavené izolovaně kolem úzkého dvora. Před farou je umístěn pískovcový sloup se sochou Panny Marie Immaculaty. Na jižním okraji návsi se nachází areál zájezdního hostince.

### Železniční muzeum Kněževes
Železniční muzeum v Kněževsi provozuje Klub historie kolejové dopravy Praha. Klub jej začal budovat v roce 2004, kdy zprovoznil vlečku spojující depozitář kolejových vozidel s tratí Krupá–Kolešovice. Po zrušení pravidelné osobní dopravy na trati v roce 2006 klub během letních prázdnin pořádal muzejní jízdy historickými vozidly. V letech 2012–2020 letní provoz dotacemi podporoval Středočeský kraj. V následujícím roce kraj dotaci neposkytl a klub, vzhledem k nákladům, v roce 2022 muzejní jízdy ukončil.

## Rodáci
- Václav Hornof (1840–1874), učitel, spisovatel, překladatel z němčiny, zakladatel místní knihovny
- Martin Bohumil Hornof (1844–1902), učitel, spisovatel, skladatel sborové a církevní hudby, bratr Václava
- Věra Kadlecová (1913–2002), česká oftalmoložka
- Věněk Šilhán (1927–2009), český politik a ekonom
- Jiří Brabec (* 1929), literární kritik a historik
- Rudolf Máša (1880-1954), český redaktor, překladatel, autor odborné literatury, publicista a knihovník